# Inglês da Califórnia
Inglês californiano refere-se coletivamente a variedades de inglês americano nativo da Califórnia. À medida que a Califórnia se tornou um dos estados dos Estados Unidos com maior diversidade étnica, os falantes de inglês de uma ampla variedade de origens começaram a captar diferentes elementos linguísticos uns dos outros e também a desenvolver novos; o resultado é divergência e convergência no inglês californiano. No entanto, linguistas que estudaram inglês antes e imediatamente após a Segunda Guerra Mundial tenderam a encontrar poucos, ou nenhum, padrões exclusivos da Califórnia,   e mesmo hoje a maior parte do inglês da Califórnia ainda se alinha basicamente a um sotaque geral ou ocidental americano. Ainda assim, certas variedades mais recentes do inglês da Califórnia têm surgido gradualmente desde o final do século XX.